# سیاه‌گلوندان
سیاه‌گلوندان، روستایی است از توابع بخش مرکزی شهرستان رشت در استان گیلان ایران. یکی از با صفا ترین روستا های بخش مرکزی شهرستان رشت

## جمعیت
این روستا در دهستان لاکان قرار دارد و بر اساس سرشماری مرکز آمار ایران در سال ۱۳۸۵، جمعیت آن ۷۹۳ نفر (۱۹۹خانوار) بوده‌است.